# DriveNow
DriveNow era un servizio di car sharing nato dalla joint venture tra la casa automobilistica BMW e la società di autonoleggio Sixt. DriveNow comincia ad operare a Monaco di Baviera a giugno del 2011. A Settembre del 2015, DriveNow gestisce 5 000 veicoli in sette Paesi e conta circa 800 000 clienti.
A marzo 2018, viene annunciata la joint-venture tra DriveNow (BMW) e Car2Go (Daimler).

## Città
| Città             | Nazione     | Num. veicoli | Tipo                       | Data d'inizio | Fonte  |
| ----------------- | ----------- | ------------ | -------------------------- | ------------- | ------ |
| Monaco di Baviera | Germania    | 500          | Benzina, Diesel, Elettrico | 2011          | [ 6 ]  |
| Berlino           | Germania    | 1 040        | Benzina, Diesel, Elettrico | 2011          | [ 7 ]  |
| Amburgo           | Germania    | 530          | Benzina, Diesel, Elettrico | 2013          | [ 8 ]  |
| Düsseldorf        | Germania    | 250          | Benzina, Diesel, Elettrico | 2012          | [ 9 ]  |
| Colonia           | Germania    | 250          | Benzina, Diesel, Elettrico | 2012          | [ 10 ] |
| Vienna            | Austria     | 430          | Benzina, Diesel, Elettrico | 2014          | [ 11 ] |
| Londra            | Regno Unito | 290          | Benzina, Diesel, Elettrico | 2014          | [ 12 ] |
| Copenaghen        | Danimarca   | 400          | Benzina, Diesel, Elettrico | 2015          | [ 13 ] |
| Stoccolma         | Svezia      | 260          | Benzina, Diesel, Elettrico | 2015          | [ 14 ] |
| Milano            | Italia      | 500          | Benzina e Elettrico        | 2016          | [ 15 ] |
| Helsinki          | Finlandia   | 150          | Benzina e Elettrico        | 2017          | [ 16 ] |

## Come funziona il car sharing con DriveNow
Contrariamente all'autonoleggio classico, che prevede un veicolo prenotato da una posizione precisa ed un rientro entro un periodo di tempo stabilito, i nuovi modelli di car sharing permettono il libero utilizzo di veicoli parcheggiati in un'area cittadina o business. Scaricando l'app di DriveNow sarà possibile vedere tutti i veicoli presenti nelle città servite. Per utilizzare il servizio è sufficiente trovare una macchina sull'app e aprirla con il telefono o la customer card. Da quando l'utente comincia a guidare viene addebitato il costo “al minuto” che va da 31 a 34 centesimi di Euro, in base alla tipologia di veicolo. Il prezzo include il carburante, il parcheggio, l'assicurazione e il noleggio. DriveNow commercializza anche pacchetti con i quali il costo al minuto è ridotto rispetto alla tariffa normale. Al termine dell'utilizzo, l'utente potrà parcheggiare liberamente all'interno dell'area cittadina o business della città in cui si trova. In genere l'auto dovrebbe essere parcheggiata nella stessa città dove è iniziato il noleggio. Eccezioni sono Düsseldorf e Colonia: è possibile utilizzare il veicolo in entrambe le città, con un piccolo sovrapprezzo, e Monaco di Baviera.

## Guida Elettrica
DriveNow offre la più grande flotta di auto elettriche condivise al mondo, composta da BMWi3, BMWi3Rex e BMW Active E. A partire dal 15 luglio 2015 in totale ci sono 724 Bmwi3 100% elettriche tra Berlino (130), Amburgo, Colonia, Düsseldorf e Monaco di Baviera. Le Bmw Active E che erano in flotta a Berlino e Monaco sono state dunque rimpiazzate. A Londra le Bmwi3 vengono utilizzate a partire da Luglio 2015 permettendo una buona agevolazione fiscale. A Copenhagen DriveNow ha una flotta di 400 veicoli, da settembre 2015.

## Veicoli

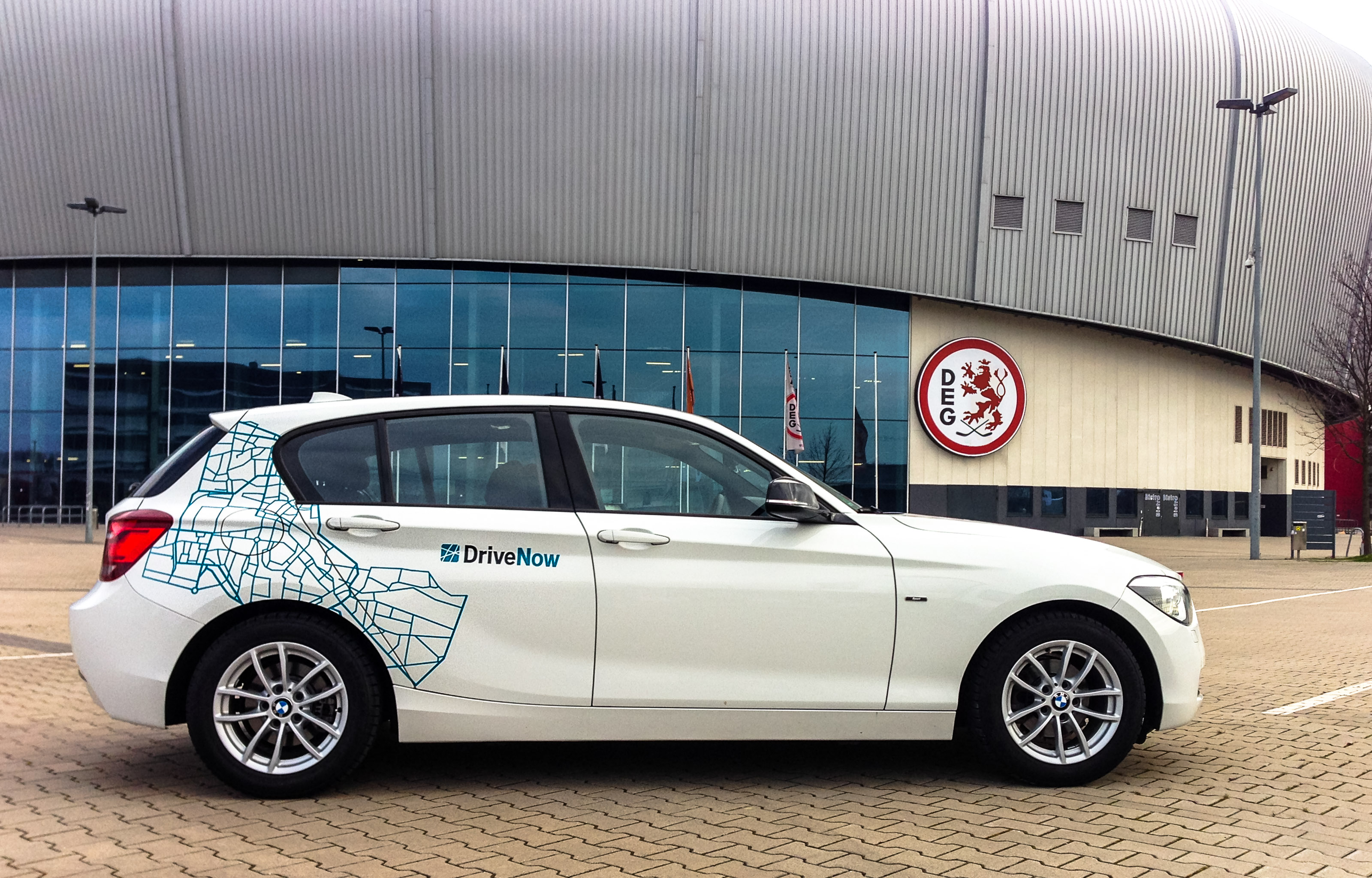
DriveNow BMW 1 Series

DriveNow utilizza una serie di veicoli a benzina e diesel: Bmw serie 1, Bmw serie 2, Bmw X1, Mini Countryman, Mini Clubman, Mini Cabrio e Mini Cooper.

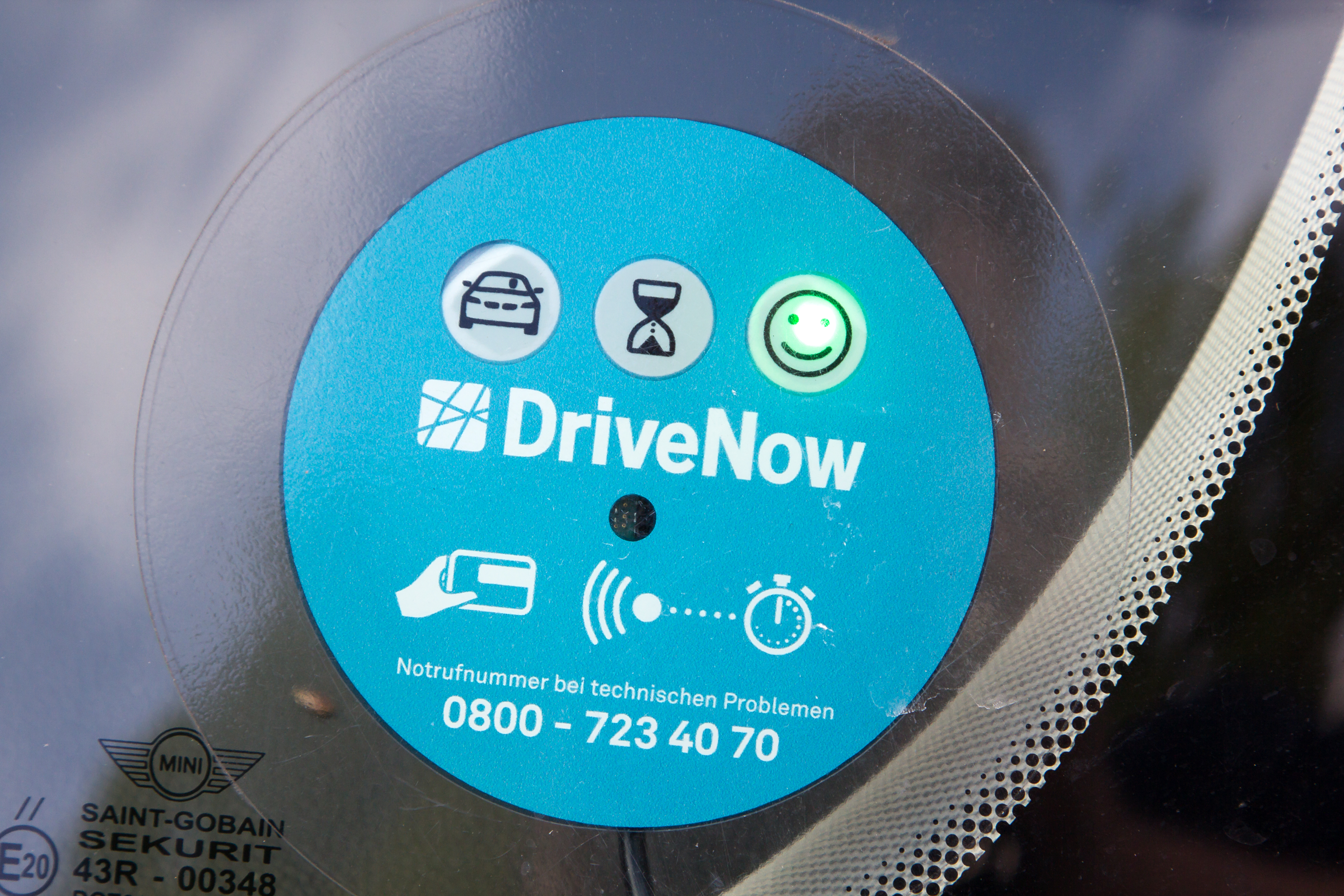

## App
L’app per dispositivi mobili permette agli utenti di individuare e prenotare i veicoli. Quando una macchina viene prenotata online, i clienti possono controllare il livello di carburante (per le macchine a benzina e diesel) o la carica della batteria (per le macchine elettriche). Così, se cercano una macchina per un viaggio più lungo, possono scegliere quella giusta. Il 22 marzo del 2017 DriveNow ha aggiornato la sua app con l’obiettivo di aggiungere nuove funzioni e rendere più semplice il processo di prenotazione. Le nuove funzioni includono: l’apertura e la chiusura della macchina direttamente dall'app e la possibilità di impostare la destinazione così da sfruttare al meglio la tecnologia GPS integrata nelle auto.